# Jokneam

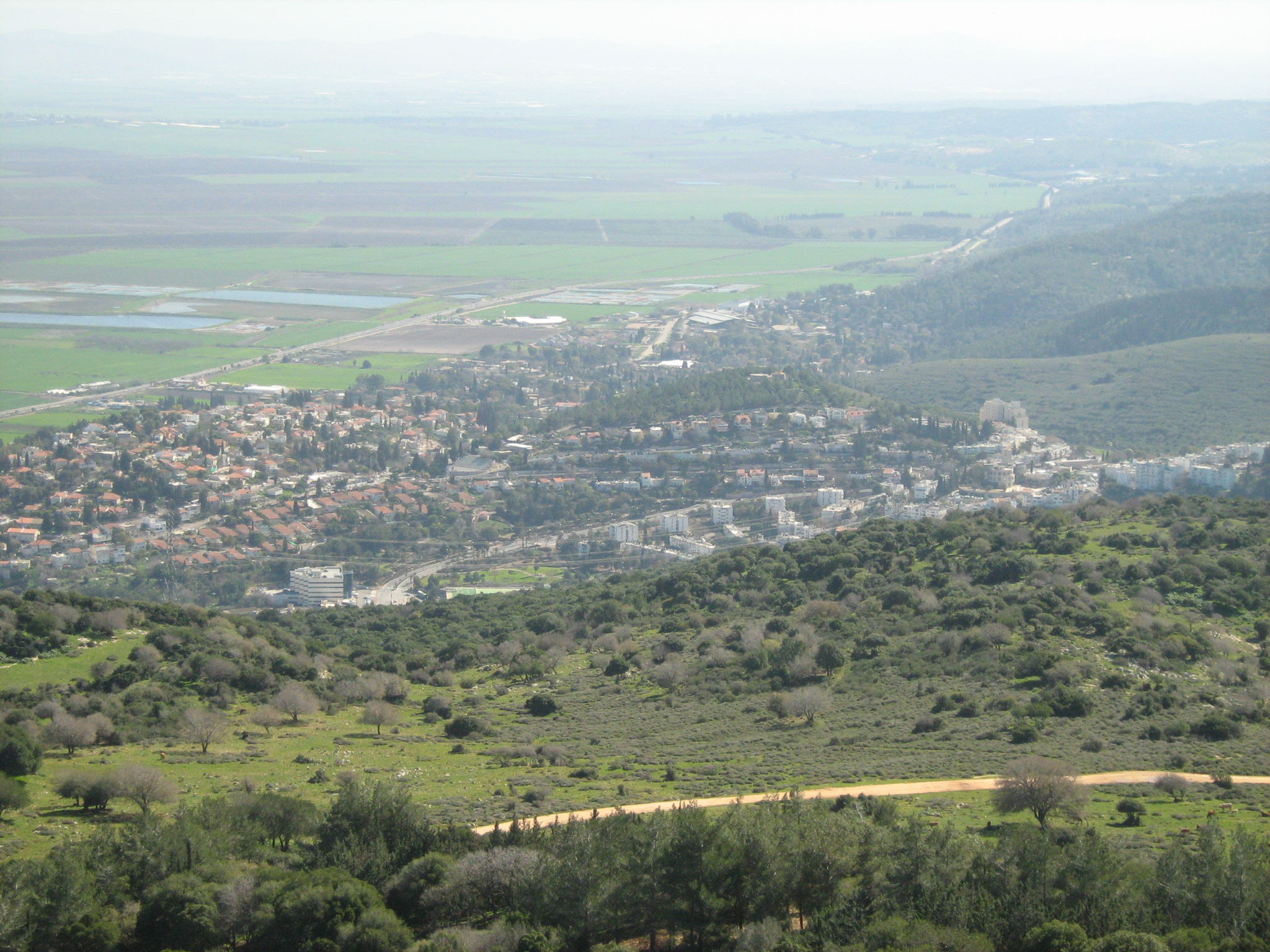
Zicht op Jokneam

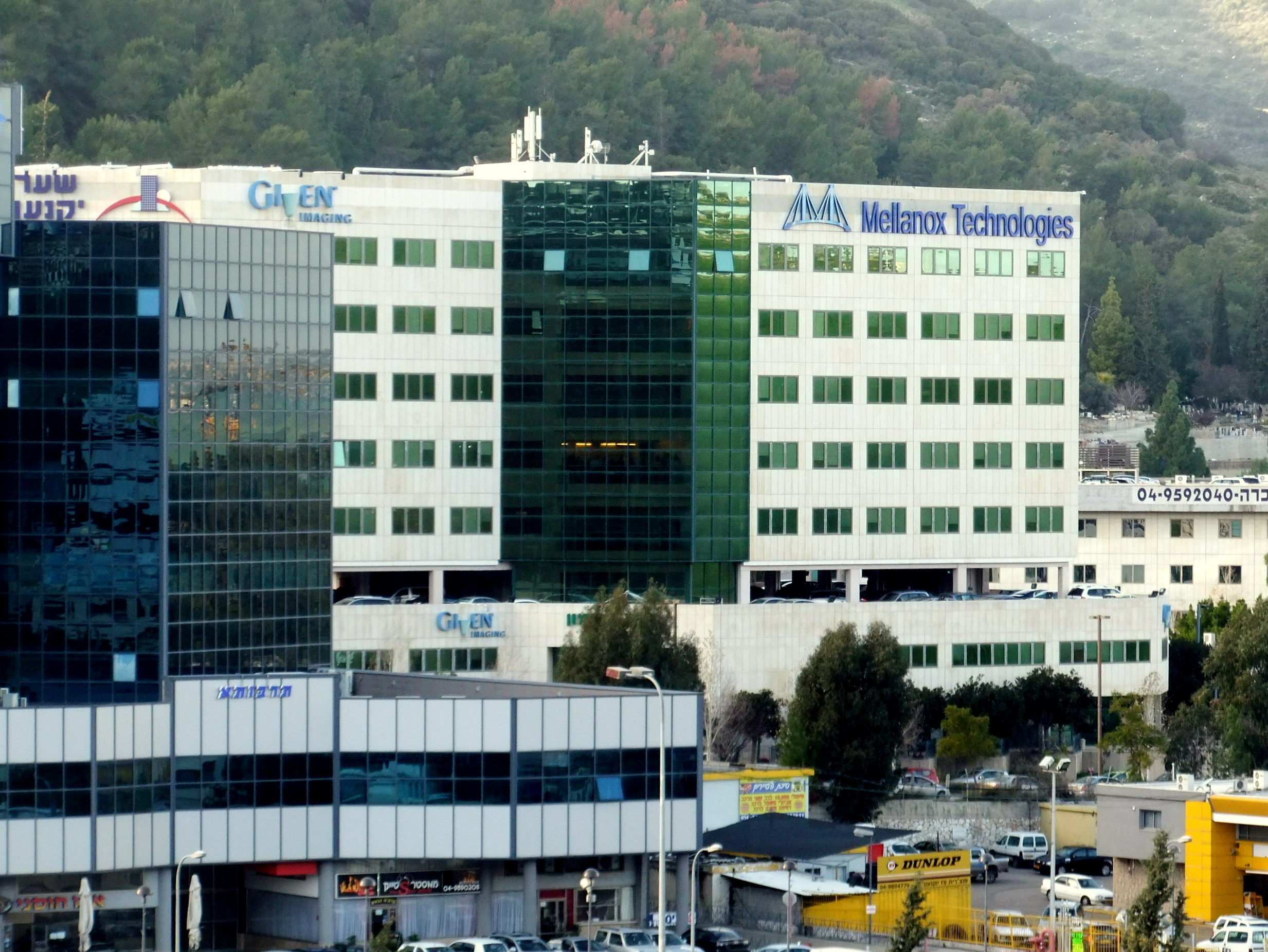
Hightechbedrijven in Jokneam

Jokneam (Hebreeuws: יקנעם עילית), ook Jokneam Illit genoemd, is een stad in het district Noord in Israël. De stad ligt aan een zuidoostelijke uitloper van het Karmelgebergte aan de rand van de Vlakte van Jizreël, op 21 kilometer van Haifa en 80 kilometer van Tel Aviv. In 2015 telde de stad 21.383 inwoners. Jokneam heeft de status van een ontwikkelingsstad.

## Geschiedenis
Nederlandse Joden kochten hier land in 1935. Begin maart in de Arabisch-Israëlische Oorlog van 1948 bezette een "intelligence unit" van de Hagana de Arabische tweelingdorpjes Qira en Qamoen, waartussen de "Nederlandse" nederzetting was gesticht. Het grondgebied ervan werd bij de nederzetting getrokken. Op aandringen van Josef Weitz van het Joods Nationaal Fonds werden de dorpjes etnisch gezuiverd. De nabijgelegen kibboets Hazorea kreeg ook een deel van de gronden toebedeeld. Vlakbij stroomt een zuiver riviertje, door de Arabieren Muqata genoemd en door de Israëliërs "rivier van de vrede".
Jokneam werd gesticht in 1950 en werd officieel een stad in 2007. Sinds in 1989 de nieuwe burgemeester Simon Alfassi werd verkozen, veranderde de economische structuur van Jokneam. Voordien was de lokale economie sterk afhankelijk van twee grote fabrieken. Vanaf 1989 ontstond er een meer verspreid cluster van kleine hightechbedrijven. Naarmate het aantal bedrijven toenam begon Jokneam een aantrekkingskracht uit te oefenen op jonge ondernemers die een suburbane leefomgeving prefereerden boven de regio Tel Aviv. Het gemeentelijk beleid is gericht op woningbouw in lage dichtheden met ruime woningen, waardoor het landschap behouden blijft.
Sinds 2016 is de stad aangesloten op de spoorlijn van Haifa naar Beet She'an.